# Гиллингем (Дорсет)
Гиллингем (англ. Gillingham) — город в графстве Дорсет, Англия. Город является самым северным в графстве. Он находится в 4 милях к югу от шоссе A303. В 5 милях к юго-востоку располагается город Шафтсбери.
Рядом с городом находят захоронения каменного века, а также свидетельства римских поселений II и III веков, однако город был основан саксами. Крест на церкви Святой Девы Марии датируется IX веком.
Название города в письменных источниках впервые появляется в 1016 году как место битвы Эдмунда Железнобокого с викингами. Название означает «Усадьба семьи и последователей человека по имени Gylla», что согласуется с оккупацией Дорсета саксами с VII века.
Около 50 % населения города умерло от чумы в 1348 году.
В средние века Гиллингем являлся охотничьими угодьями королей Генриха I, Генриха II, Иоанна и Генриха III.
В 1850-х годах прокладка железной дороги через город принесла ему процветание и новые отрасли промышленности, включая кирпичную отрасль, производство сыра, печать, производство мыла. Во Второй мировой войне расположение Гиллингема на железной дороге от Лондона в Эксетер стало ключевым для его дальнейшего роста. В 1940 и 1941 годах были проведены масштабные эвакуации Лондона и других промышленных городов на север и юго-запад. Гиллингем быстро вырос из-за этого.